# 오스트레일리아 육군

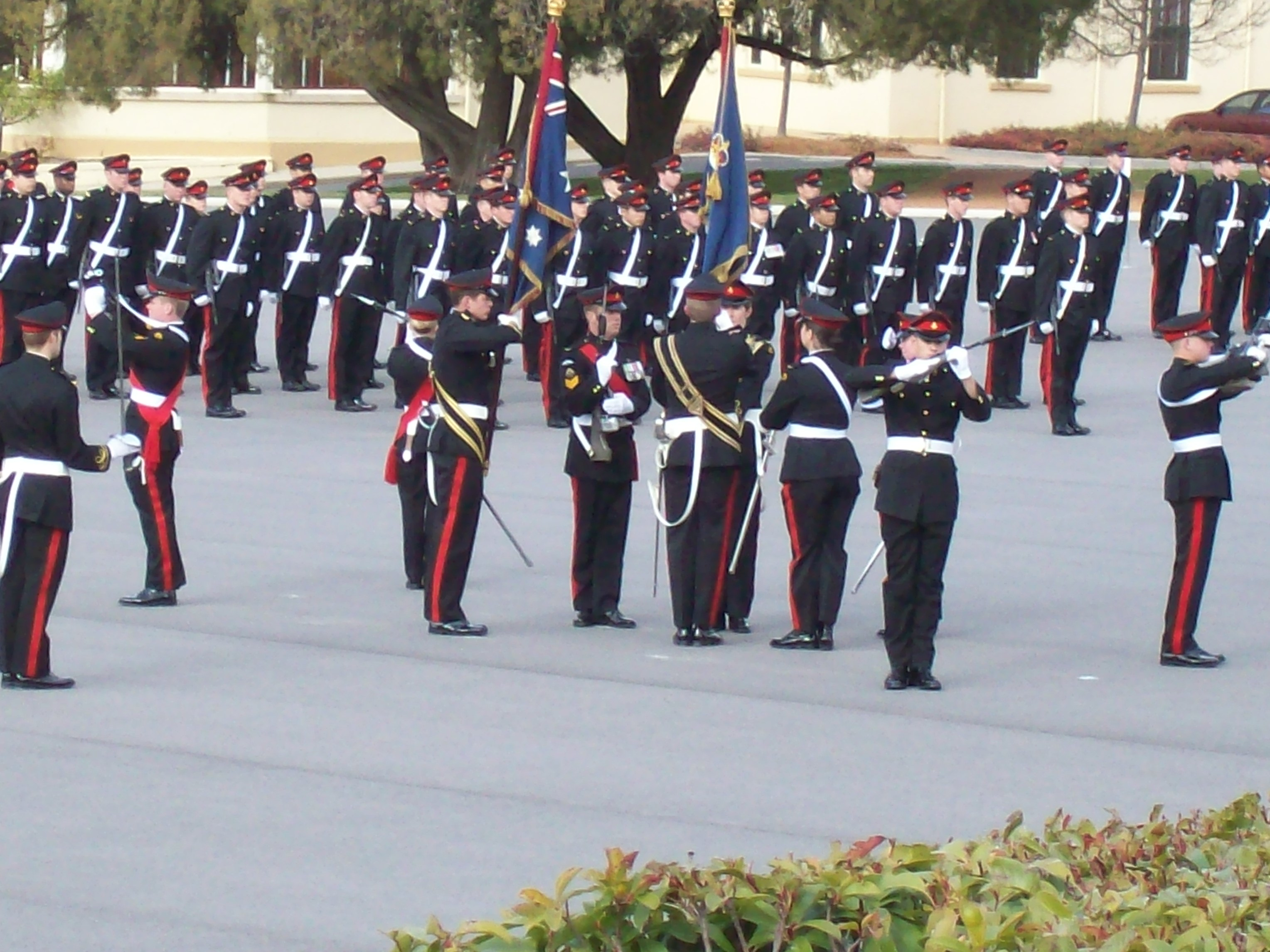

오스트레일리아 육군(Australian Army)은 1901년에 창설되었으며 오스트레일리아 육군본부는 오스트레일리아 캔버라에 있다.

## 특징
오스트레일리아는 육군, 해군, 공군이 모두 있지만, 유일한 단 하나 해병대가 없으며 아울러 장교 임관에서는 오스트레일리아의 육군 및 해군에는 사관학교가 없고 각각 육군사관후보생과 해군사관후보생 선발로써 장교 임관을 하며, 사관학교가 있는 오스트레일리아 군사 분야는 오스트레일리아 공군이 유일하고 오스트레일리아 공군에서는 공군사관학교 졸업생 양산과 공군사관후보생 선발로써 장교 임관을 한다.